# Hrabstwo Marion (Oregon)
Hrabstwo Marion (ang. Marion County) – hrabstwo w stanie Oregon w Stanach Zjednoczonych. Obszar całkowity hrabstwa obejmuje powierzchnię 1194,13 mil² (3092,78 km²). Według szacunków United States Census Bureau w roku 2009 miało 317 981 mieszkańców.
Hrabstwo powstało w 1843 roku. 

## Miasta[4]
- Aumsville
- Aurora
- Detroit
- Donald
- Gates
- Gervais
- Hubbard
- Jefferson
- Keizer
- Mt. Angel
- St. Paul
- Salem
- Scotts Mills
- Silverton
- Stayton
- Sublimity
- Turner
- Woodburn

## CDP[4]
- Brooks
- Butteville
- Four Corners
- Hayesville
- Labish Village
- Marion
- Mehama